# William Henry Lippincott
Pour les articles homonymes, voir Lippincott.
William Henry Lippincott, né le 6 décembre 1849 à Philadelphie et décédé le 16 mars 1920 à New York, est un peintre et graveur paysagiste et portraitiste américain.

## Biographie
Il étudie dans une école quaker, puis se forme à la Pennsylvania Academy of the Fine Arts.
Il travaille un temps à l'Arch Street Theatre de Philadelphie et conserve un intérêt pour la peinture de scènes tout au long de sa vie. 
En 1874, Lippincott se rend à Paris, où reste huit ans. Il partage un atelier de peinture avec deux artistes américains Edwin Blashfield et Milne Ramsey. Il se forme et acquiert une solide technique auprès du peintre de formation académique Léon Bonnat.
En 1874, Lippincott se rend à Paris où il partage un appartement avec les artistes américains Edwin Blashfield,  et Milne Ramsey.
Il rejoint ensuite une colonie de peintres américains à Pont-Aven en Bretagne, où il observe le peuple breton, considéré comme pittoresque par les Américains, et visite le village de pêcheurs d'Etretat, avec ses falaises spectaculaires.
Il passe huit années en France et expose aux salons annuels de Paris avec une interruption pour des retours à New York et Boston pour honorer des commandes de portraits. 
Il retourne aux États-Unis en 1882 et ouvre un atelier à Portland, dans le Maine, avant de s'installer à New York dans le quartier de Broadway. Il devient rapidement un peintre à succès de portraits d'enfants, tout en travaillant également dans le paysage et le genre. Son atelier du 106 W. 55th St., était considéré comme une élégante pièce maîtresse du décor de la Renaissance allemande. Il conçoit des décors pour l'Opéra, La Bohème et Salambo.
En 1883, il est embauché comme professeur de peinture pour les écoles de l'Académie américaine des beaux-arts, et l'année suivante, il est élu membre associé. Il reçoit le titre d'académicien en 1896. 
Son tableau Les Falaises à Etretat témoigne d'un nouveau séjour en France, en 1890. Aucun autre voyage en France n'est enregistré ensuite.
Il expose à la Pennsylvania Academy, à la Académie américaine des beaux-arts, à l'Société américaine d'aquarelle, à la Societé des Graveurs américains, à la Century Association et au Club des Graveurs de New York, et remporte une médaille à l'Exposition de Saint Louis en 1904.
Il est membre résident du Salmagundi Club de 1886 à 1920 et du New York Etching Club (Graveurs), qu'il rejoint en 1888.
Au cours de ses dernières années, il rend de nombreux services à l'Académie, tels que la réparation de tableaux de la collection et le don de livres et d'œuvres d'art.
Il est mort tragiquement heurté par un train en 1920 à New York.

## Œuvre
Ses peintures partagent certaines similitudes formelles avec les peintres de l'école de Barbizon. Cependant, ses sujets sont souvent plus bourgeois et domestiques.
Plusieurs de ses peintures sont situées dans sa résidence d'été et son atelier à Nantucket. À l’instar de ses scénographies, ses intérieurs, meublés dans un style néocolonial, construisent un monde domestique idéal. Dans ses scènes de genre, il montre des femmes dans des activités distinguées, comme dessiner et jouer du piano. Il aimait également peindre des enfants dans un cadre rustique, transférant peut-être ses souvenirs de Bretagne à l'atmosphère tout aussi démodée de Nantucket.
Dans Les Falaises à Etretat, l'échelle intime du tableau et son travail au pinceau relativement spontané suggèrent que Lippincott l'a fait sur place.
- Vue sur la rivière Schuylkill, huile sur toile, 16 × 28 cm, Collection privée, vente 2024[6]
- Paris, 1875, Huile sur toile, 13 × 20 cm, Collection privée[8]
- Intérieur de ferme : Enfants bretons nourrissant des lapins, 1878, huile sur toile, 55 × 65 cm, Smithsonian American Art Museum, Washington[9]
- En attendant, 1880, aquarelle, 27 × 22 cm, Collection privée, Vente 20024[10]
- Portrait d'une jeune fille, 1880, Huile sur toile, 62 × 51 cm, Collection privée, vente 2022[11]
- Lavandière, 1881, Huile sur panneau, 34 × 25 cm, National Academy of Design, New York[12]
- Nantucket Beach, temps des loisirs, 1885, Huile sur panneau, 18 × 38 cm, Collection privée, vente 2018[13]
- Thé d'après-midi, 1885, hile sur panneau, 37 × 46 cm, Collection privée, Vente 2007[14]
- L'Embuscade de l'amour, 1890, Huile sur toile, 72 × 110 cm, Collection privée, vente 2013[15]
- Les Falaises à Étretat, 1890, Huile sur toile, 27 × 36 cm, Terra Museum, Washington[5]
- Dans le bois, 1905, huile sur toile marouflé sur panneau, 53 × 66 cm, Collection privée, vente 2005[16]
- William Rutherford Mead (Class of 1867), 1910, Huile sur toile, 71 × 58 cm, Mead Art Museum, Amherst College[17]
- Ogunquit, Maine, 1914, huile sur aglommeré, 46 × 61 cm, Collection privée, Vente 2021[18]
- Portrait d'une dame portant un camée, Huile sur toile, 49 × 41 cm, Collection privée, vente 2024[19]

Oeuvres de Lippincott
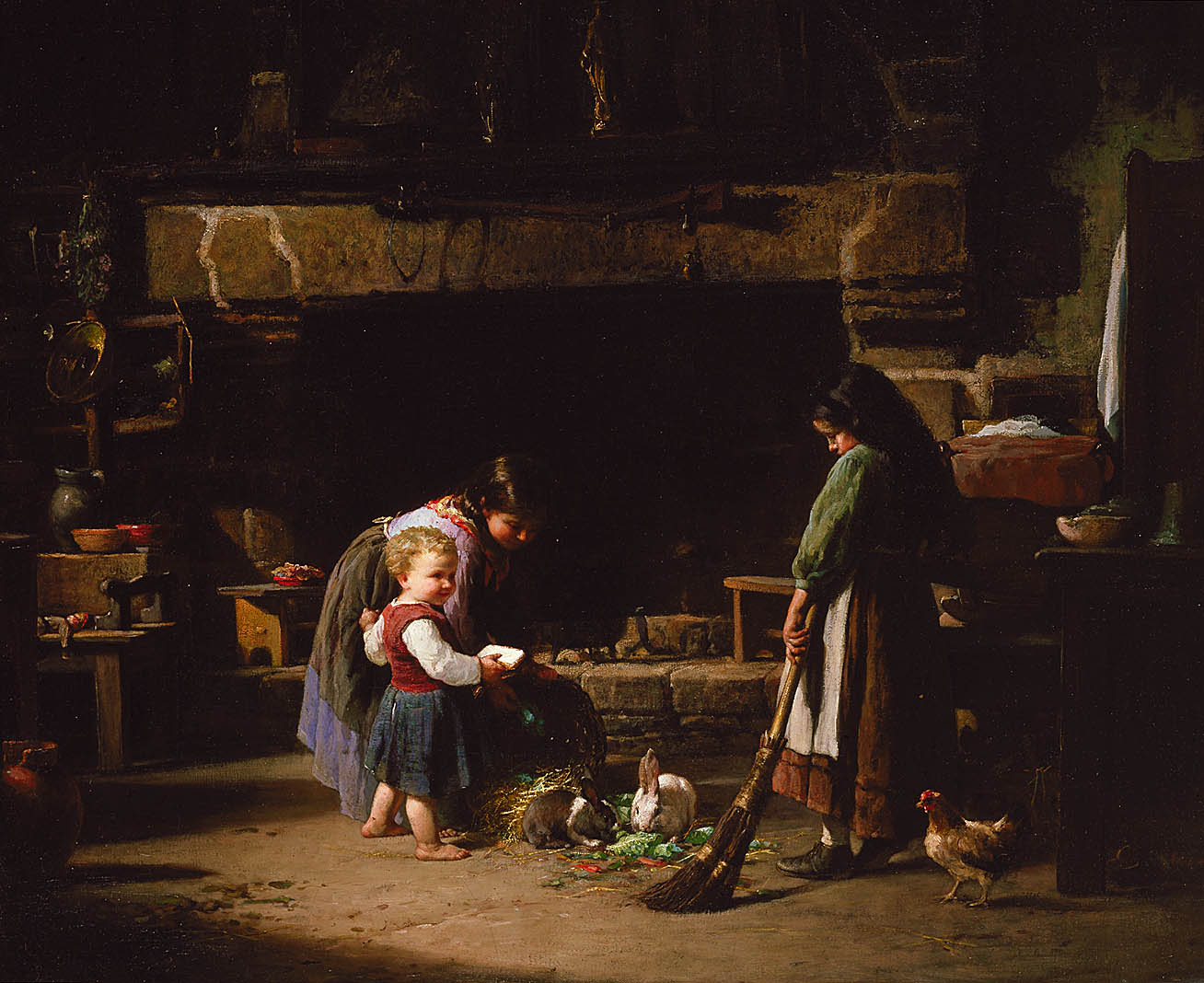
Enfants bretons nourrissant des lapins, 1878 Smithsonian Museum, Washington
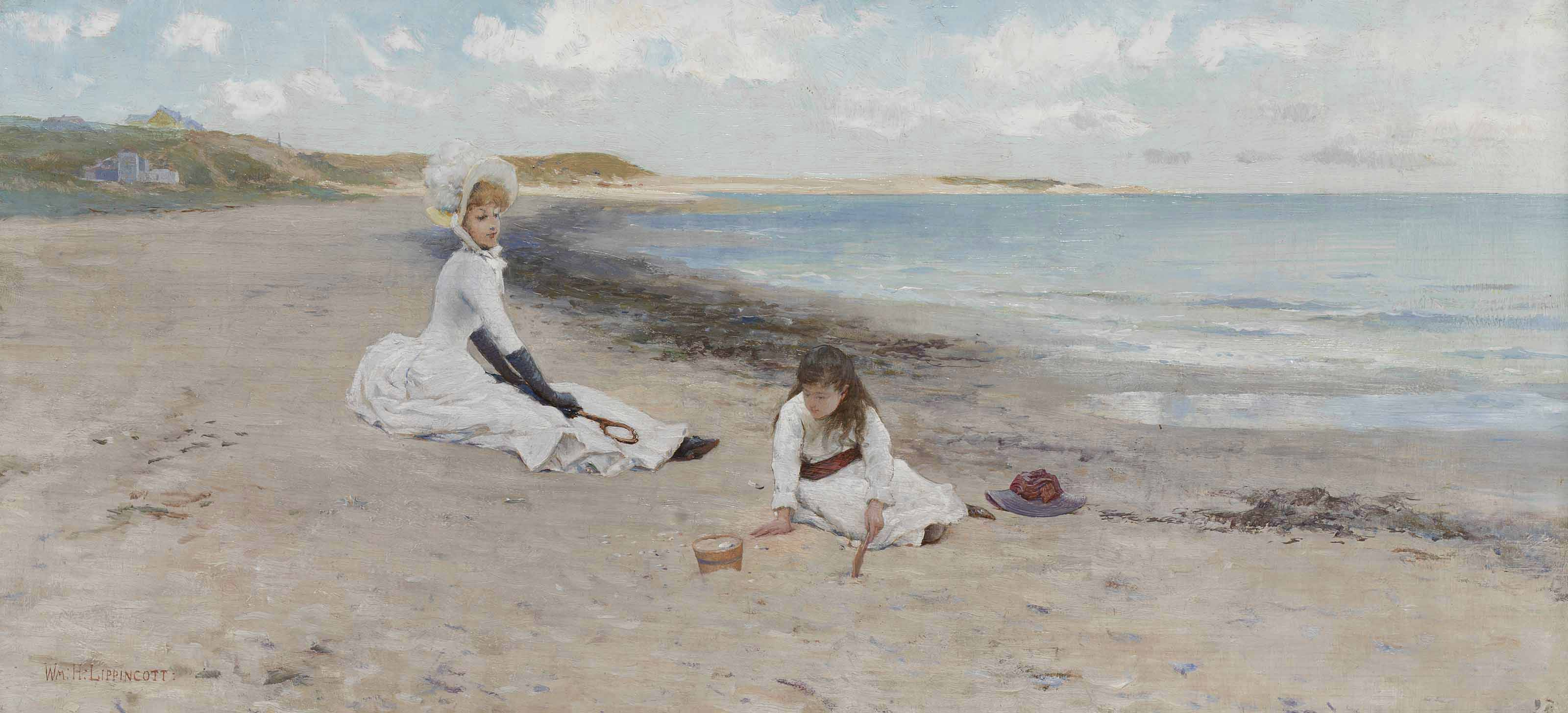
Nantucket Beach, 1885 Collection privée, vente 2018
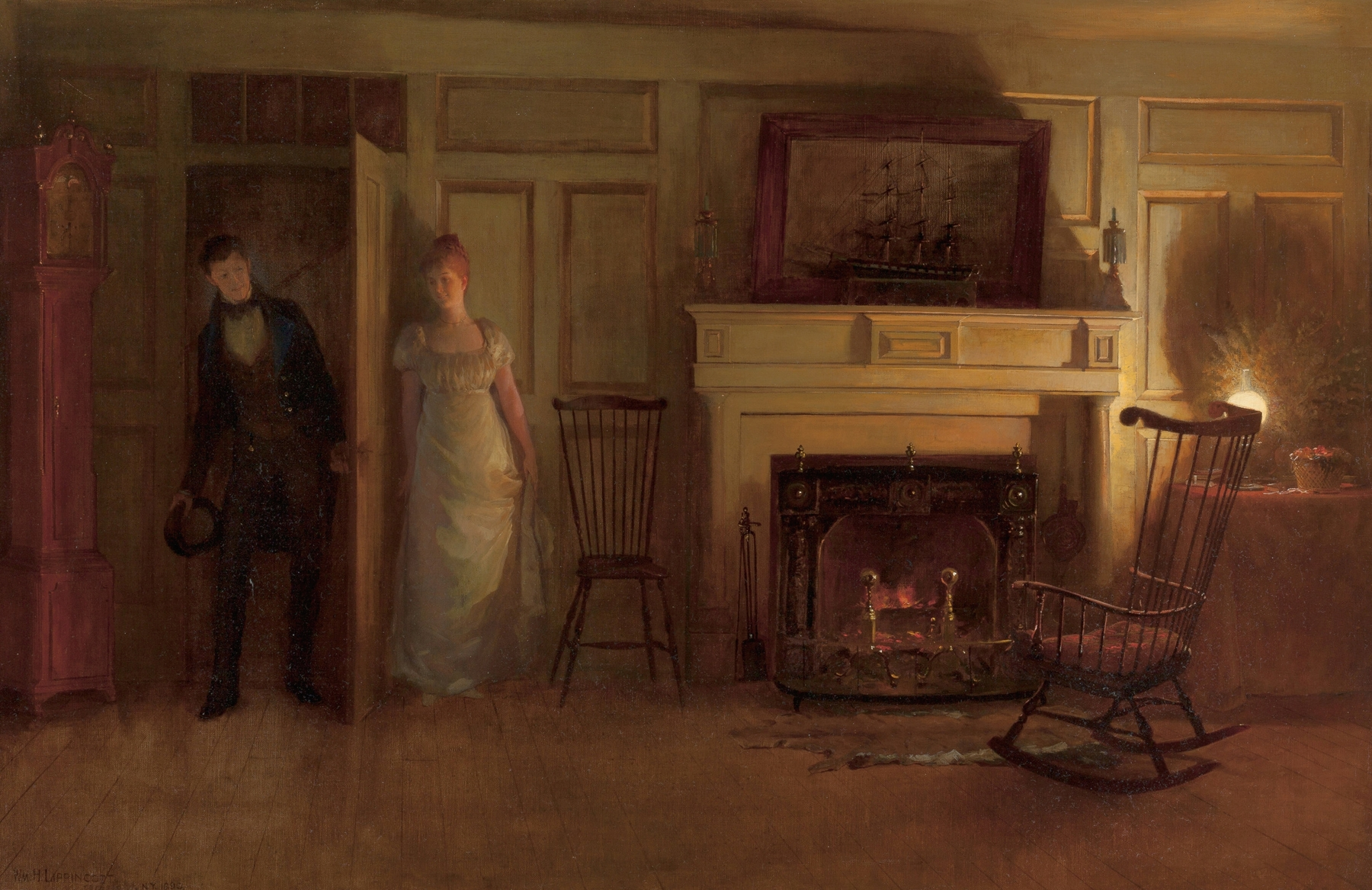
L'Embuscade de l'amour, 1890 Collection privée, vente 2013
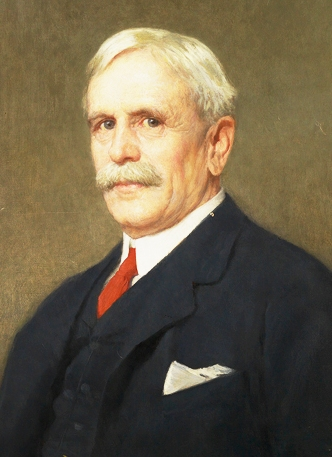
William Rutherford Mead (Class of 1867), 1910 Mead Art Museum, Amherst College